# Orodillo collaris
Orodillo collaris är en kräftdjursart som beskrevs av Karl Wilhelm Verhoeff1926. Orodillo collaris ingår i släktet Orodillo och familjen Armadillidae. Inga underarter finns listade i Catalogue of Life.